# Shennong
Cette page contient des caractères spéciaux ou non latins. S’ils s’affichent mal (▯, ?, etc.), consultez la page d’aide Unicode.

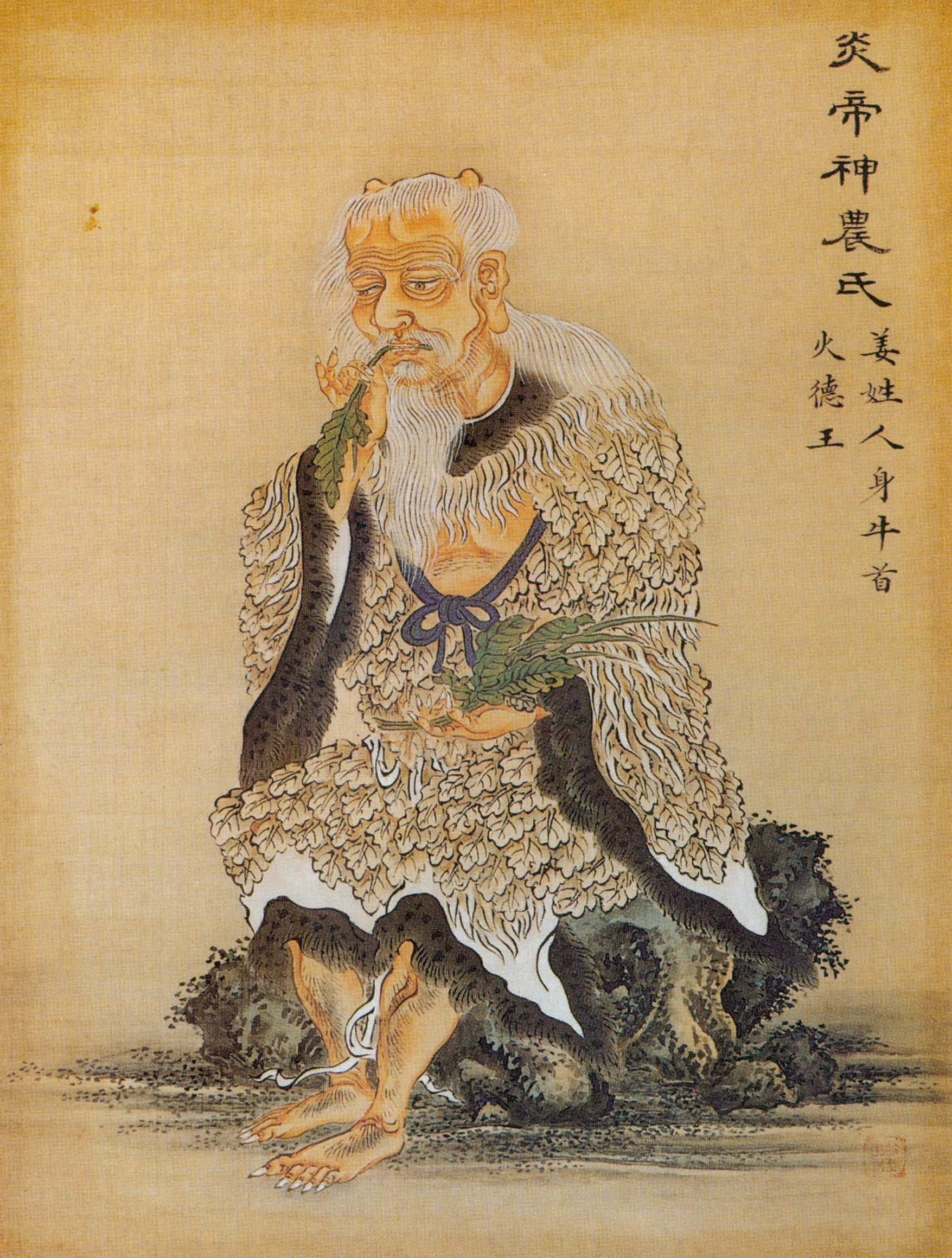
Shennong goûtant une herbe médicinale ; les protubérances sur son crâne rappellent qu’on lui prêtait une tête de bovidé, la collerette de feuilles son rôle d’herboriste

Shennong ou Shen Nong (c.t. : 神農 c.s. : 神农 pinyin : Shénnóng ; EFEO : Chen-Nung) est un héros civilisateur de la mythologie chinoise, l’un des trois Augustes. On lui prête l’invention de la houe, de l’araire et du champ, de la culture des cinq aliments de base (attribuée aussi à Huangdi), la découverte du thé et des vertus médicinales des plantes, ainsi que le Shennong bencaojing des Han occidentaux, premier traité chinois de phytothérapie. Il est parfois confondu avec Yandi et présenté comme le frère de Huangdi.

Les premières mentions le concernant se trouvent dans le Guanzi et le Zhuangzi des Royaumes combattants, mais les détails de sa légende datent de plus tard. Le sens de son nom, "agriculteur divin", lui a permis de devenir un dieu jouissant d’une certaine importance dans la société agricole. Il est aussi le patron des pharmaciens et des médecins.

## Double de Yandi
Selon certains auteurs, Shennong et Yandi ne font qu’un. Fils de Shaodian (chinois : 少典) comme Huangdi, sa mère, Fangdeng (chinois : 方登) ou Rensi (chinois : 任姒) du clan Youjiao (chinois : 有蟜), le conçut en apercevant un dragon dans le ciel alors qu’elle traversait une montagne dans le pays de Shu. Il s’agirait du mont Changyang (chinois : 常羊) près de Baoji où un site prétend être son tumulus funéraire (cénotaphe). Devenu empereur, il installa sa capitale à Chen puis à Lu. Il mourut après 120 ans de règne et fut enterré à Changsha. Né près de la rivière Jiang, il est l’ancêtre du clan Jiang (chinois : 姜). D'autres voient en Yandi un descendant de Shennong, ou estiment que Shennong est en réalité le nom d'un clan ou d'une tribu à laquelle Yandi se rattacherait.

## Herboriste et civilisateur

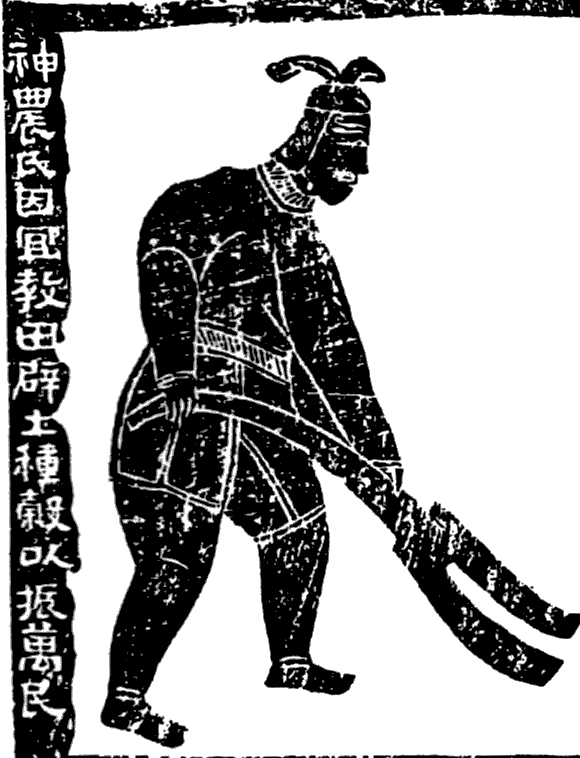
Hommage à Shennong sur le mur d'une tombe Han : « Shennong enseigna le travail des champs et la culture du millet, encourageant toute la population »

Il serait né avec une tête de bovidé (symbolisée sur ses effigies anthropomorphes par deux embryons de cornes), et selon le folklore médical un tronc partiellement transparent, détail pratique pour l’observation de l'effet des simples qu’il passait son temps à goûter. On prétend qu’il absorba un jour 70 espèces de plantes toxiques. Certaines versions lui prêtent le pouvoir surnaturel de mourir et de ressusciter plusieurs fois au hasard de ses essais, alors que d'autres prétendent que sa tâche finit par lui coûter la vie et insistent sur son esprit de sacrifice. Quoi qu'il en soit, il aurait ainsi identifié les 360 espèces du traité de phytothérapie Shennong bencaojing. Il aurait remarqué le thé pour ses vertus médicinales (une autre version rapporte qu'une feuille de thé tomba par hasard dans l'eau chaude qu'il se préparait à boire).

Initiateur de l’agriculture, il aurait également inventé les marchés et la monnaie nécessaires au commerce des produits agricoles. On lui attribue parfois l'invention de la cithare guqin 古琴 en concurrence avec Fuxi et Huangdi.

## Culte et iconographie

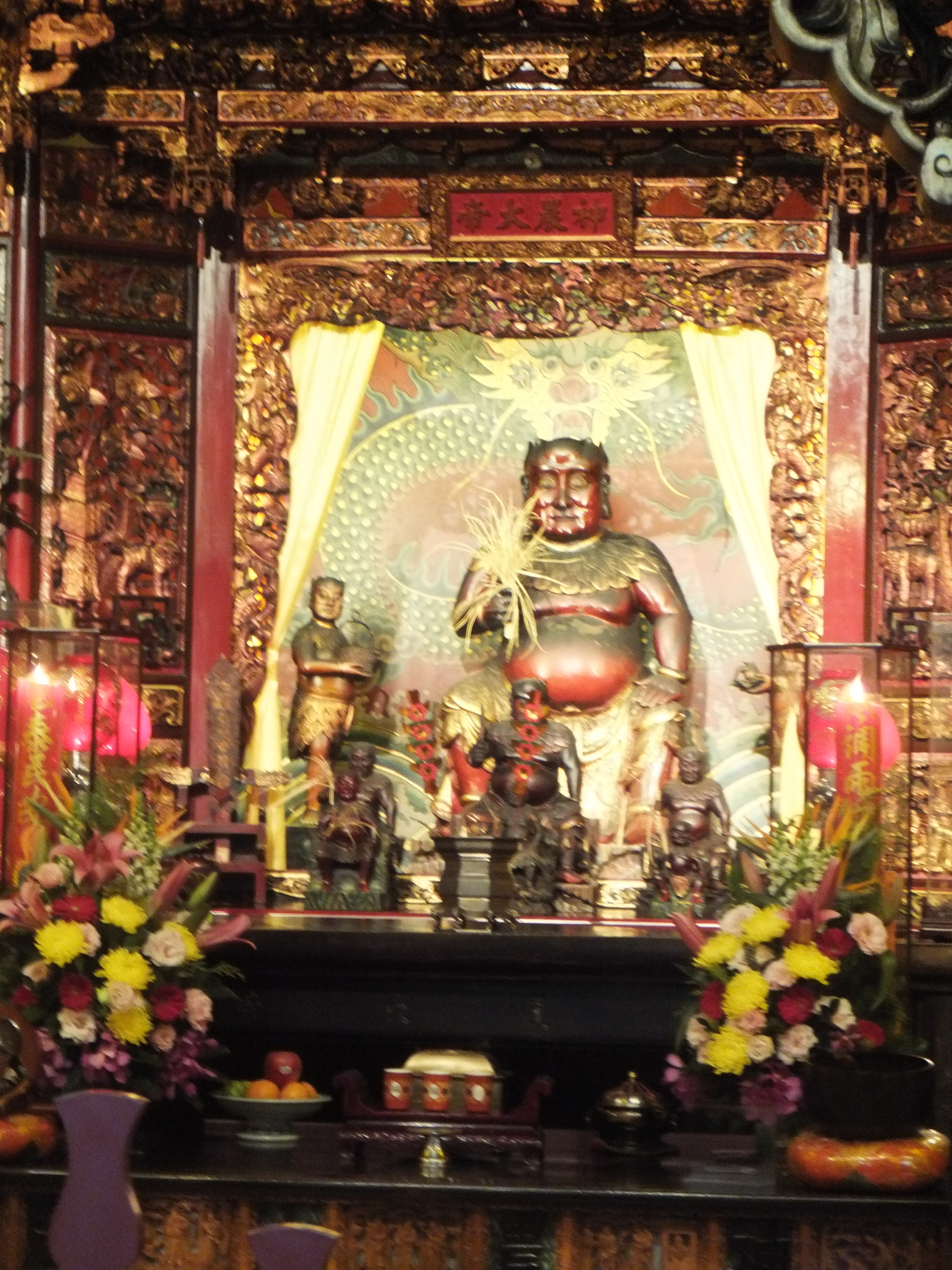
Shennong (Temple Dalongdong Baoan, Taipei)

Dans la religion traditionnelle, où son culte a pris un essor sous les Song, il était le patron des agriculteurs. L’empereur Yongzheng des Qing ordonna que les temples officiels des préfectures, districts et comtés aient tous un autel consacré à son culte sous le nom de Xiannong (1) (premier agriculteur). Une cérémonie devait y être célébrée chaque année en son honneur par les fonctionnaires locaux. L’empereur présidait lui-même celle de Pékin, appelée "prière à Shennong" (2). 
Dans les temples, son effigie est celle d’un homme ventru au torse nu, vêtu en “sauvage” d’une jupe et d’une collerette de feuilles (un pantalon court peut remplacer la jupe). Deux protubérances sur son crâne ou son front symbolisent les cornes de bovidé. Il tient parfois à la main un exemplaire de la production agricole locale, un épi de riz dans le Sud de la Chine par exemple. Il dispose de très nombreux noms divins : Empereur des cinq graines (3), Empereur des remèdes (4), Empereur fondateur Yandi (5), Ancêtre des champs (6), etc. Son anniversaire cultuel est le 26 du quatrième mois. Son culte est en déclin avec la diminution de la population agricole.
On lui attribue un fouet magique (7) qui révèle les qualités des plantes.
Au mont Lie (8) (commune de Lishan (9), Hubei), on montre les deux cavernes de Shennong. Dans l’une il aurait conservé ses herbes, l’autre lui servant d’habitation. Dans les environs se trouvent de nombreux sites prétendus avoir été ses lieux d’activités.
(1) 先農 (2) qinong 祈農 (3) 五穀大帝 (4) 藥王大帝 (5) 開天炎帝 (6) 田祖 (7) zhebian 赭鞕 (8) 列山 (9) 厲山鎮